# Henry Källgren
Henry Källgren (Norrköping, 13 marzo 1931 – 21 gennaio 2005) è stato un calciatore svedese, di ruolo attaccante.

## Carriera
Fu capocannoniere del campionato svedese nel 1958.

## Palmarès

### Club

#### Competizioni nazionali
- Campionato svedese: 4

IFK Norrköping: 1952, 1956, 1957, 1960